# Bazar Curieux
Bazar Curieux is een jaarlijks muziekfestival in Rotterdam dat plaatsvindt in oktober. Bazar Curieux richt zich op een combinatie van muziek, beeldende kunst, poëzie, dans en cross over. De eerste editie vond in 1996 plaats in Nighttown. Na de sluiting van Nighttown verhuisde Bazar Curieux in 2006 naar de Maassilo.
Bazar Curieux is het kleine zusterfestival van Motel Mozaïque.

## Edities
- Bazar Curieux 2005 Line up: Libertines
- Bazar Curieux 2006 Line up: Pink Mountaintops, Liars, Peaches
- Bazar Curieux 2007
- Bazar Curieux 2008